# إدوين وود
إدوين وود (25 نوفمبر 1868 - ) (بالإنجليزية: Edwin Wood)‏ هو لاعب كريكت بريطاني.